# AleXa
Alexandra Christine Schneiderman (Tulsa, 1996. december 9. –) ismertebb nevén színpadi nevén AleXa (hangul: 알렉사)  és korábban Alex Christine (hangul: 알렉스 크리스틴), Dél-Koreában élő amerikai énekes. Miután a Rising Legends című televíziós valóságverseny mindkét évadába bekerült, AleXa a Zanybroshoz szerződött le, és nagyjából két és fél évig készült ott. Ezalatt az Mnet Produce 48-on versenyzett. 2019. október 21-én debütált a Bomb című kislemezzel.

## Fiatalkora
Alexandra Christine Schneiderman 1996. december 9-én  született Tulsa-ban, Oklahomában, ahol felnevelték. Édesanyja dél-koreai örökbefogadott, míg apja orosz származású. Míg Tulsa-ban élt, AleXa a Jenks High School-ba és a Tulsa Community College-be járt. Gyerekként AleXa táncórákat tartott különböző műfajokhoz, beleértve a balettet, a jazz-t, a hip-hopot és a tap-ot. Tizennyolc hónaposan kezdett táncolni, és folytatta a középiskolát. Tagja volt a Jenks Varsity Pom és a Jenks Trojanaires show-kórusoknak a középiskolában, amely országosan versenyzett, és részt vett színházi produkciókban miközben főiskolára járt. AleXa lelkes K-pop rajongó volt, és Instagram-fiókot hozott létre, amelynek célja a K-pop dalok és a koreográfia bemutatása az iskolában. A fiók nagy figyelmet kapott, és nagyjából 52 000 követőt gyűjtött össze 2018 februárjában.

## Pályafutása

### 2016-2018:Rising LegendsésProduce 48
2016-ban Alex Christine néven AleXa részt vett a Rising Legends online meghallgatáson, amelyet a JYP Entertainment közreműködésével Soompi vezetett, és 2017-ben ismét versenyzett, amikor Soompi partneri viszonyban állt a Cube Entertainment céggel. Annak ellenére, hogy mindkét évben az 1. helyet foglalta el a tánc kategóriában, egyik társaságba sem került be, ehelyett leszerződőtt a Zanybros ZB Label kiadójához. 2018-ban AleXa a Produce 48-on versenyzett, és az első fordulóban kiesett #82-nél.

### 2019-től jelenig: debütálás aBomb-bal és az első középlemezzel
2019. október 19-én AleXa kiadta debütáló Bomb című kislemezét. Debütálása körülbelül 300 000 USD-ba került. 2019. december 13-án AleXa együttműködött a koreai Diablo rockegyüttessel a Bomb rock változatának kiadása érdekében.
2020. február 24-én jelentette be első középlemezét az A.I Trooper című visszatérési trailer kiadásával. Ezután AleXa kiadta a Do or Die kislemezt az albumhoz 2020. március 6-án. A középlemez 2020. április 1-jén jelent meg.
2020 májusában AleXa összefogott a Dreamcatcher lányegyüttessel és az IN2IT fiúegyüttessel, hogy kiadják a Be The Future című kislemezt a Millenasia Project számára. Az UNESCO globális oktatási koalíciója által támogatott projektet azért hozták létre, hogy felhívják a figyelmet az oktatás és a biztonság fontosságára a Covid19-járvány idején.
2020. július 16-án AleXa kiadta új videoklipjét a megjelenés előtti Villain kislemezéhez.

## Díjak
| Díjátadó ünnepség            | Év   | Kategória          | Eredmény |
| ---------------------------- | ---- | ------------------ | -------- |
| Soribada Best K-Music Awards | 2020 | Next Artist Awards | Elnyerte |

## Diszkográfia

### Középlemezek
| Cím       | Adatok                                                                                   |
| --------- | ---------------------------------------------------------------------------------------- |
| Do or Die | - Kiadási dátum: 2020. április 1 - Kiadó: ZB Label - Formátumok: zeneletöltés, streaming |

### Kislemezek
| Cím                                                                          | Év   | Toplistás helyezések | Toplistás helyezések | Eladási adatok | Album     |
| Cím                                                                          | Év   | KOR                  | US World             | Eladási adatok | Album     |
| ---------------------------------------------------------------------------- | ---- | -------------------- | -------------------- | -------------- | --------- |
| Bomb                                                                         | 2019 | —                    | 7                    | ?              | ?         |
| A.I Trooper                                                                  | 2020 | —                    | —                    | ?              | Do or Die |
| Do or Die                                                                    | 2020 | —                    | 23                   | ?              | Do or Die |
| Be The Future (a Dreamcatcher-rel és az In2It-tel) (mint Millenasia Project) | 2020 | —                    | —                    | ?              | ?         |
| We Can                                                                       | 2020 | —                    | —                    | ?              | ?         |
| Villain (빌런)                                                               | 2020 | —                    | —                    | ?              | ?         |
| Rule The World (TheFatRat-tal)                                               | 2020 | —                    | —                    |                | ?         |
| "—" = nem ért el helyezést vagy nem jelent meg az adott régióban             |      |                      |                      |                |           |

## Filmográfia

### Televízíós adások
| Év   | Cím        | Szerep     | Eredeti adó | Megjegyzések        |
| ---- | ---------- | ---------- | ----------- | ------------------- |
| 2018 | Produce 48 | Saját maga | Mnet        | Mint Alex Christine |

## Fordítás
- Ez a szócikk részben vagy egészben  az   AleXa című angol Wikipédia-szócikk ezen változatának fordításán alapul.  Az eredeti cikk szerkesztőit annak laptörténete sorolja fel. Ez a jelzés csupán a megfogalmazás eredetét és a szerzői jogokat jelzi, nem szolgál a cikkben szereplő információk forrásmegjelöléseként.